# Humber (Herefordshire)
Humber is een civil parish in het Engelse graafschap Herefordshire. In 2001 telde het civil parish 312 inwoners. Humber komt in het Domesday Book (1086) voor als 'Humbre'.